# Върба (квартал на Радомир)
Вижте пояснителната страница за други значения на Върба.
Върба е бивше село в Западна България, присъединено като квартал към град Радомир.

## География
Върба е разположено на юг от центъра на града.

## История
При избухването на Балканската война в 1912 година четирима души от Върба са доброволци в Македоно-одринското опълчение.
През януари 1978 година селото е присъединено към Радомир.

### Летище Върба
По време на Втората световна война край Върба функционира полево военно летище. През април 1941 г., при германското нападение срещу Югославия, на него е разположена 2-ра група от 27-а изтребителна ескадра на Луфтвафе, състояща се от 40 изтребители Месершмит 109 Е. През следващите години летището продължава да се ползва от германски части, които участват в противодействието на англо-американските въздушни нападения над България. На 18 август 1944 година германските изтребители от летище Върба са предислоцирани на летище Ниш. През септември 1944 година на летището се прехвърля българският 3-ти въздушен полк.

## Личности
Родени във Върба
- Апостол Митов (1866/1867 – ?), македоно-одрински опълченец, 2 рота на 7 кумановска дружина[6]
- Васил Тошев (1867 – ?), македоно-одрински опълченец, 1 рота на 7 кумановска дружина[7]
- Димитър Дойчинов (1870 – ?), македоно-одрински опълченец, 1 рота на 7 кумановска дружина[8]
- Сотир М. Попов (1864 – ?), македоно-одрински опълченец, 1 рота на Кюстендилската дружина[9]